# Domostroï

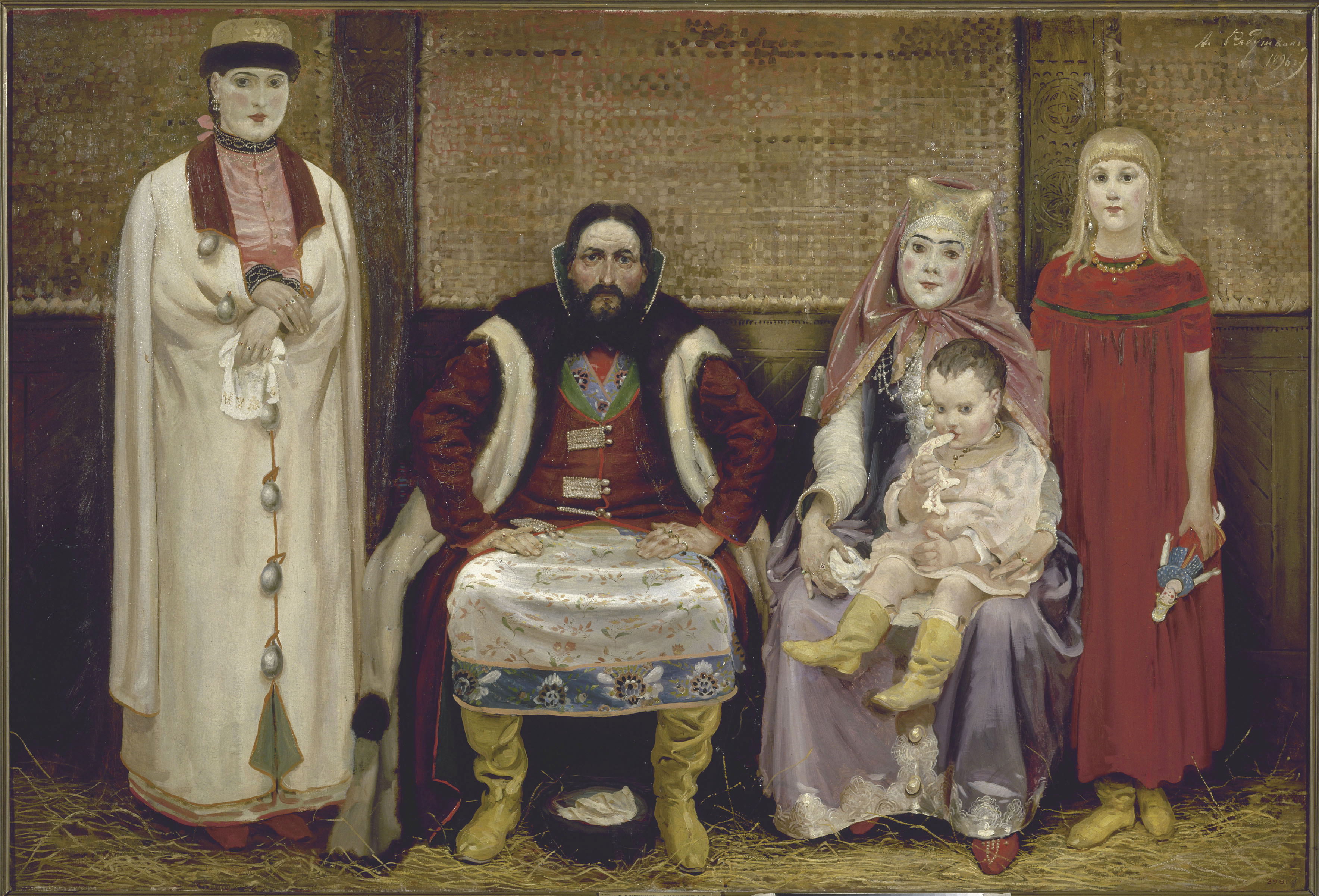
Famille marchande russe au XVIIe siècle, 1896 (huile sur toile, musée de l'Ermitage, Saint-Petersbourg, Russie).

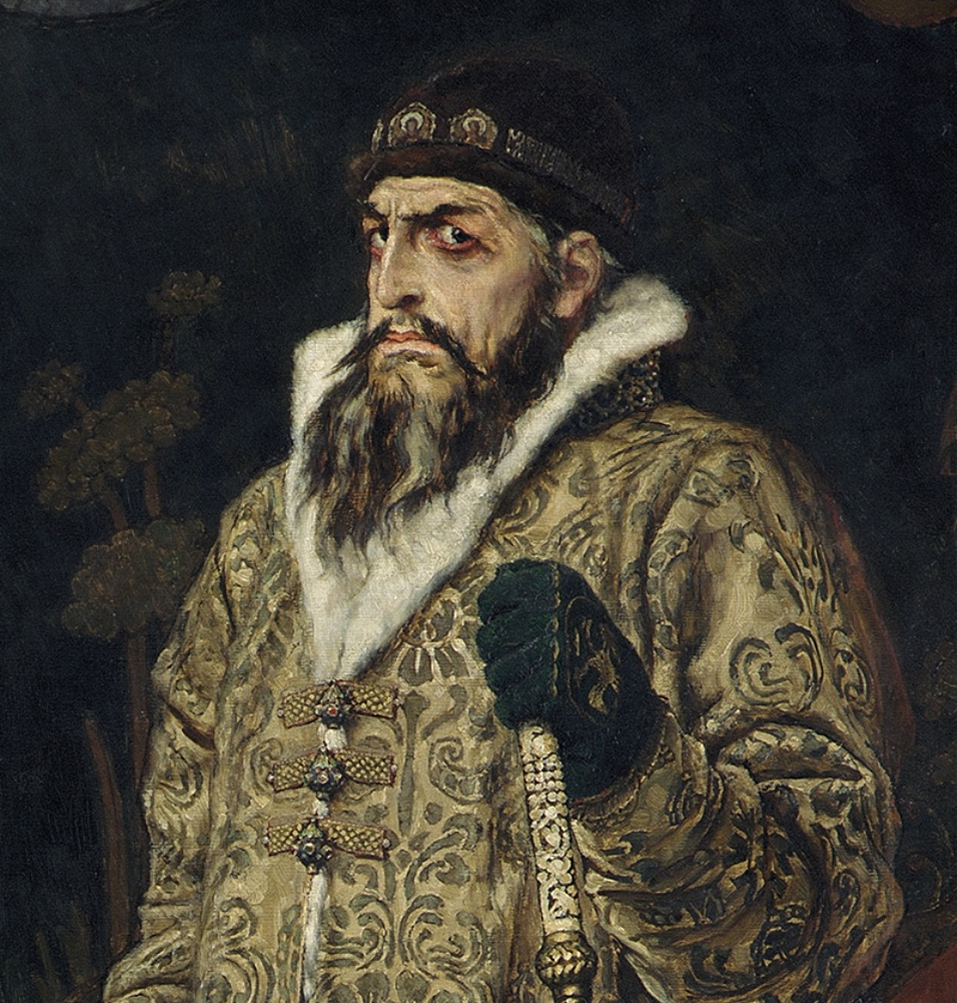
Portrait d'Ivan le Terrible par Viktor Vasnetsov, 1897 (galerie Tretiakov, Moscou)

Le Domostroï est un ménagier russe du XVIe siècle, autrement dit un texte pratique traitant de la gestion domestique.

## Histoire
Parmi les sources du Droit pendant le règne d’Ivan le Terrible, il occupe une place particulièrement importante dans la vie domestique russe de la période. Son auteur est inconnu, mais la version la plus répandue a été éditée par le protopope Sylvestre, un conseiller influent du jeune Ivan. Pour les chercheurs modernes, il est un compte rendu précieux concernant la société russe et la vie des riches boyards et marchands.
Dans la Russie moderne, le terme Domostroï a désormais un sens péjoratif du patriarcat. En effet, il n'est plus acceptable qu'en toutes circonstances la femme doive se soumettre aux volontés de son mari, recevoir avec amour ses instructions et s'y conformer.

## Structure
Le livre est divisé en 67 sections (dans la version de Sylvestre). Il aborde, entre autres, les thèmes suivants :
- pratiques religieuses, croyances populaires ;
- relations au sein de la famille, entre les Russes et le tsar ;
- économie domestique et culinaire, place de la femme.